# Mrtev vrabec (Marc)
Mrtev vrabec je naslov slike Franza Marca (1880–1916). Je eno slikarjevih zgodnjih del in je v zasebni lasti.

## Zgodovina
Slika je bila naslikana leta 1905 v času, ko se je razmerje Franza Marca z Annette Simon von Eckardt bližalo koncu. Istega leta je Marc spoznal švicarskega slikarja živali Jean-Bloéja Niestléja, ki ga je spodbudil k umetniškemu prevajanju njegovega dobrega odnosa do živali. Tako je Marc začenjal razumeti in nadalje razvijati slikanje živali kot sredstvo umetniškega izražanja, kar je postalo še posebej pomembno za njegova dela v začetku 1910-ih.
Bernhard Koehler, poznejši Marcov pokrovitelj, je kupil sliko ob svojem prvem obisku pri slikarju januarja 1910 in s tem postavil temelje za svojo obsežno zbirko Marc. Po besedah Elisabeth Erdmann-Macke je bil Marc zelo navezan na sliko. Ko je Koehler vprašal ali je slika naprodaj, je Marc sprva odgovoril, da ne. Ko je Koehler ponudil 100 mark, se je Marc, ki je imel denarne skrbi, po hudem notranjem boju ločil od slike.

## Opis
Slika je visoka 13 cm in široka 16,5 cm in je naslikana z oljno barvo na les.
Prikazuje mrtvo ptico, ki trdo leži na hrbtu z iztegnjenimi kremplji. ozadje in trebuh ptice sta v svetlih oker tonih, ozadje in perje ptice pa v temno rjavih tonih.